# Surte
Surte is een plaats in de gemeente Ale in de landschappen Västergötland en Bohuslän en de provincie Västra Götalands län in Zweden. De plaats heeft 5740 inwoners (2005) en een oppervlakte van 364 hectare. De plaats ligt circa 15 kilometer ten noorden van het centrum van Göteborg.

## Geschiedenis
Surte vormt tegenwoordig samen met het noordelijker gelegen Bohus één tätort. Vanaf de 14e eeuw behoorden beide plaatsen met hun omgeving bij Denemarken. Bij de vrede van Roskilde werd de regio toegevoegd aan Zweden. Tot 1998 lag de plaats in de provincie Göteborgs och Bohus län. In 1998 werd deze provincie opgeheven en sindsdien ligt Surte in Västra Götalands län.

## Verkeer
Surte ligt aan de Europese weg 45 tussen Göteborg en Trollhättan en aan de Europese weg 6 tussen Göteborg en Kungälv. De plaats ligt op de oostoever van de rivier de Göta älv, die hier in september 1950 door een aardverschuiving geblokkeerd werd.

## Sport
Surte is de thuisplaats van de Bandy-vereniging Ale-Surte BK. De club speelde onder de oude naam Surte BK jaren in de hoogste Zweedse liga. Het grootste succes van de club was het bereiken van de halve finale om de landstitel in 1981.

## Bekende personen uit Surte
- Alexander Samuelson (1862-1934), Zweeds-Amerikaans glasontwerper (ontwerper van de Coca-Cola fles)
- Filip Johansson (1902-1976), voetballer
- Gideon Ståhlberg (1908-1967), internationaal schaakgrootmeester
- Susanne Ljungskog, wielrenster
- Pontus Wernbloom, voetballer

## Fotogalerij

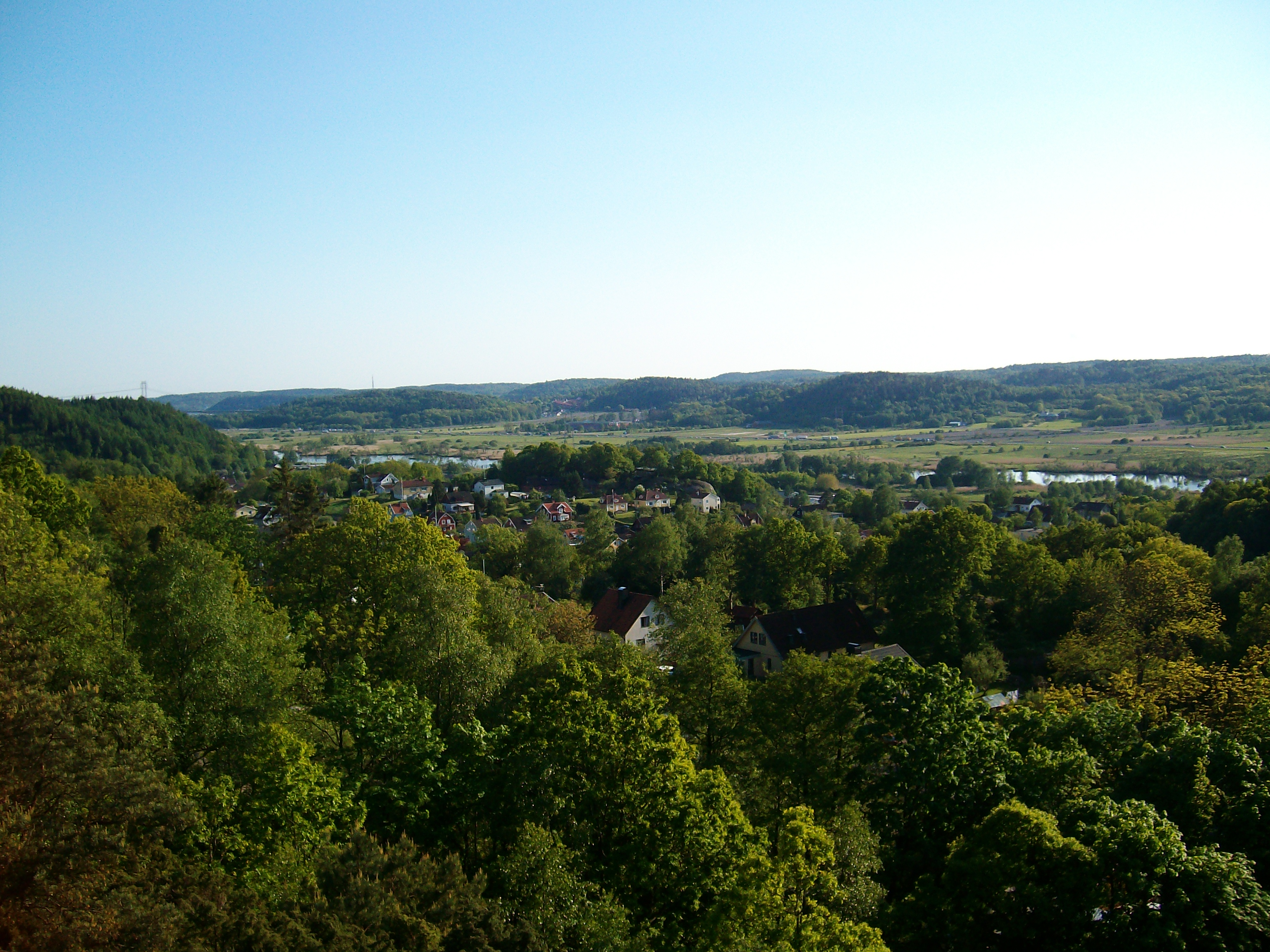

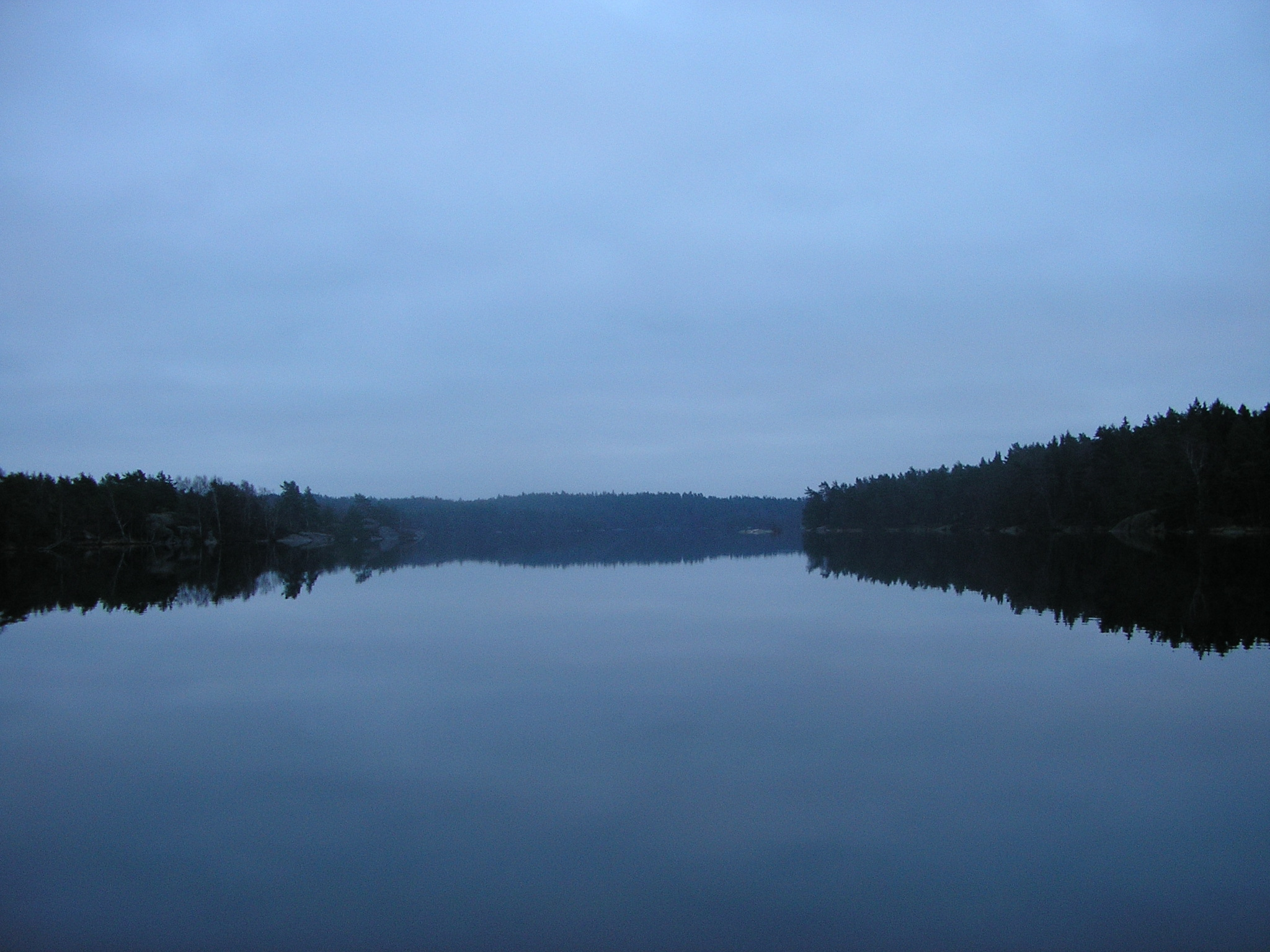

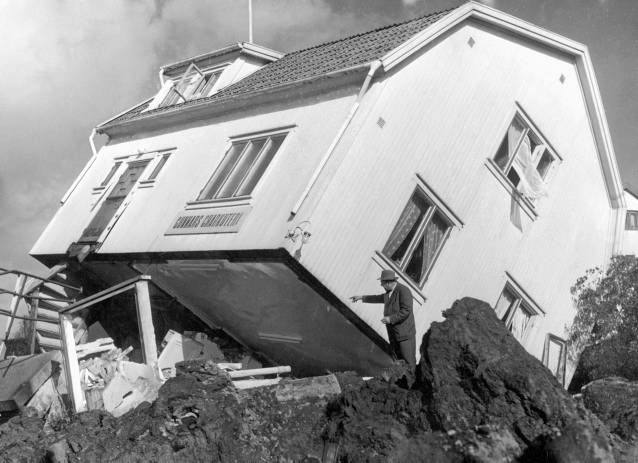

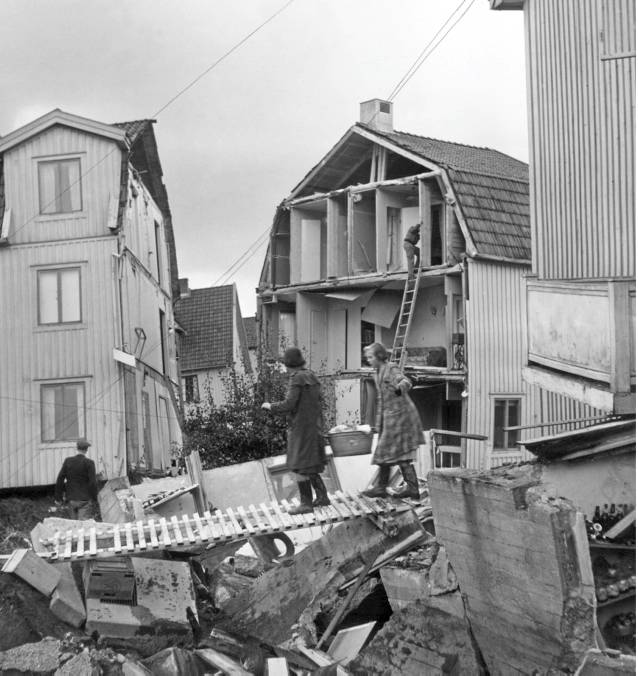